# 大塚楠緒子
大塚 楠緒子（おおつか くすおこ/なおこ、1875年（明治8年）8月9日 - 1910年（明治43年）11月9日）は明治末期に活躍した歌人、作家。夫は美学者の大塚保治（入婿）。本名：大塚久寿雄。別名：久寿雄子・楠緒・楠緒子。才色兼備で夏目漱石が恋した人として知られる。

## 生涯
東京控訴院長・大塚正男の長女として東京市麹町区一番町で生まれる。麹町の富士見小学校出身。東京女子師範附属女学校（現・お茶の水女子大学附属中学校・高等学校）を卒業後、佐々木弘綱・信綱の元で和歌を学んだ。1895年、小屋保治と結婚（保治は大塚姓になった）。夫が留学中、英語を明治女学校で学ぶほか、絵画を橋本雅邦に師事、ピアノや料理なども学んだ。
雑誌『太陽』1905年1月号に日露戦争に出征した夫の無事を祈る妻の心情を歌った「お百度詣」を発表した。また万朝報や朝日新聞に連載小説を発表するほか、ゴーリキー、メーテルリンクなどの翻訳や、絵画、ピアノなど多才であり、才色兼備と言われた。
1910年、流感に肋膜炎を併発し、娘3人と息子を残し、大磯の別荘で死去。楠緒子の死後、夫を通じて交流のあった夏目漱石は「あるほどの菊投げ入れよ棺の中」という句を詠んだ（『思ひ出す事など』七）。密かに漱石が恋した女性と記述される事もある。墓所は雑司ヶ谷霊園。
保治との息子にレーニンの著作集『カール・マルクス 他五篇』（岩波文庫）の翻訳をした大塚弘がいる。

## 作品一覧

### 小説
- 応募兵（1894年）
- 暮ゆく秋（1895年）
- しのび音（1897年）
- 金時計（1900年）
- 離鴛鴦（はなれおしどり、1902年）
- 御新造（1905年）
- 炎（1905年）
- 湯の香（1905年）
- 七色（1905年）
- 客間（1906年）
- 露（1907年）
- 空薫（1908年）
- 空薫続編（1909年）…「空炷」という表記もある。
- 雲影（1910年）…大阪朝日新聞で連載中病気療養のため中断することになり、その後逝去したため未完となった。

### 短編集
- 晴小袖（1906年、短編・翻訳・戯曲集）
- 暁露集（1909年）

### 戯曲
- 綿帽子（1902年）

### 翻訳
- うつせみ（1901年）
- 藻屑（ゴーリキー作、1902年）
- 墓場の宝石（ゴーリキー作、1903年）

### 軍歌
- 泣くな我子（1895年）

### 詩
- お百度詣（1905年）

### 分類不明
- 尋花（1891年）
- いつ迄草（1896年）
- 密会（1901年または1904年）

「日本現代文学全集第10巻 樋口一葉集附明治女流文学」（1962年 講談社刊）に掲載されている年譜による。なおこの本では「しのび音」と「お百度詣」が収録されている。
分類不明は前記年譜で種類が記載されていなかったものを指す。